# Abdelghani Akbi
Abdelghani Akbi est homme politique et haut fonctionnaire algérien, ayant notamment occupé le poste de ministre du Commerce du 8 mars 1979 au 15 juillet 1980.

## Biographie
Abdelghani Akbi a fait une licence de droit à l'université de Californie à Riverside.
Ancien commandant de l'A.L.N./F.L.N, il a occupé plusieurs postes de wali à Sétif, Batna, Oran, Constantine.
En mars 1979, il est nommé ministre du commerce dans le gouvernement de Mohamed Abdelghani, sous la présidence de Chadli Bendjedid, poste qu'il quitte lors du remaniement ministériel du 15 juillet 1980.
Il poursuit parallèlement une carrière d'ambassadeur, en Italie en Tunisie, auprès de la République populaire de Chine et auprès de la République du Niger.
En 2010, il est désigné membre du Conseil de la Nation.

## Itinéraire
- Wali de Sétif (?-1964).
- Wali de Batna (?-1965).
- Wali d'Oran (1965-?).
- Wali de Constantine (1974-?).
- Ministre du Commerce (1979-1980)